# ایان فلمینگ

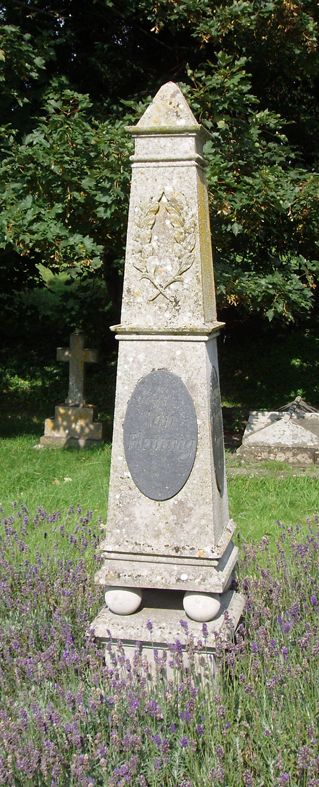
سنگ قبر ایان فلمینگ

ایان فلمینگ (به انگلیسی: Ian Fleming) (زادهٔ ۲۸ مهٔ ۱۹۰۸ – درگذشتهٔ ۱۲ اوت ۱۹۶۴) نویسندهٔ انگلیسی و خالق داستان‌های مشهورِ جیمز باند بود.

## زندگی
فلمینگ خانوادهٔ ثروتمندی داشت و پدرش عضو پارلمان بریتانیا بود. فلمینگ در کالج ایتن، دانشگاه لودویگ ماکسیمیلیان مونیخ و دانشگاه ژنو تحصیل کرد. ایان فلمینگ پیش از این‌که به نویسندگی بپردازد، چندین شغل و حرفه را تجربه کرد.
فلمینگ در سال ۱۹۵۳ اولین کتاب از مجموعهٔ جیمز باند را با عنوان کازینو رویال منتشر کرد. جیمز باند هم‌چنین با کد ۰۰۷ نیز مشهور بود. داستان‌های باند در فهرست پرفروش‌ترین کتاب‌های تاریخ قرار گرفت و بیش از ۱۰۰ میلیون نسخه از آنها در سرتاسر جهان به فروش رفت. او مجموعاً نویسندهٔ ۱۴ کتاب از مجموعهٔ جیمز باند بود. در سال ۲۰۰۸ روزنامهٔ تایمز، فلمینگ را چهاردهمین فرد در فهرست ۵۰ نویسندهٔ برتر بریتانیا از سال ۱۹۴۵ قرار داد.
آخرین کتاب فلمینگ با عنوان اختاپوس و روشنایی‌های روز، در سال ۱۹۶۶، دو سال بعد از مرگش، منتشر شد.
فلمینگ در ۱۲ اوت ۱۹۶۴ در ۵۶ سالگی بر اثر حملهٔ قلبی درگذشت.